# Градище (област Плевен)
Вижте пояснителната страница за други значения на Градище.
Градѝще е село в Северна България. То се намира в община Левски, област Плевен.

## География
Селото се намира в централна Северна България, на пътя между градовете Левски и Павликени. Като цяло селото е комуникативно, има жп спирка на линията София – Г. Оряховица – Варна. През селото протичат две рекички. Едната се казва Суха бара, кой знае защо, но прави много наводнения. Южно от селото се намира местността Тараклъка (Нребеново). Тя е като парк, с вековни дъбови дървета. Близо край него, в северозападна посока, тече река Осъм. Землището на село Градище е много разнообразно – плодородни ниви, сенчести гори, както и няколко стари корита на река Осъм, които блазнят заклетите въдичари.

## История
Има легенда, която гласи, че имало местност, наречена Дермен баир. Но в селището настъпила чума и убила половината от населението на местността. Другата половина се спасила и си основала свое селище, наречено село Градище.
Версията, която е най-правдоподобна е, че е основано от първите заселили се през Дунав българи между 670 и 685 г. Имало е дървена крепост Оградище и от там е получило името си.
Да, имало е крепост и развалините са се запазили и до днес, но са каменни.

## Културни и природни забележителности
Читалището е на повече от 100 години и още поддържа духа на селото. Допреди петнадесетина години имаше самодеен театър. Представления са идвали да изнасят известни за времето си артисти. Градищени са имали удоволствието на живо да гледат Видин Даскалов и Зорка Димитрова, Георги Парцалев, Стоянка Мутафова, Татяна Лолова и други. Самодейците на селото и до днес печелят конкурси за народни песни и обичаи. Народната носия на селото е изключително красива и всяка градищенка я има, носи на празници, пази и лелее. Празниците се отбелязват от цялото село, а Зарезан, Бабинден и Лазаровден са на особена почит. Сурвакари, коледари, та дори и Баба Марта може да срещнеш на улицата в подходящото време.
Хората са умни, трудолюбиви и най-вече много талантливи. Имат си собствена песен за селото. Корените на Парцалев, Паша Христова, солистките на Горан Брегович са от село Градище. Извинения за пропуснатите имена на хората, занимаващи се с наука и спорт. Футболният отбор „Победа“ не е в А група, но го има. Колко села имат състезатели и провеждат състезания по мотокрос? Във времето на криза стадионът е в плачевно състояние, но поне е до най-красивия и естествен парк с вековни дъбове.

## Редовни и културни мероприятия
- Съборът на селото е на 24 май всяка година.
- Фолклорен фестивал „Тараклъка пее и танцува“ – всяка година в началото на месец юли /втората събота и неделя/.

Някои обичаи и обредни практики и тяхното запазване в село Градище, общ. Левски
1.	Исторически сведения за село Градище
2.	Носии
3. Фолклорна характеристика – хора и песни
4.	Обичаи и обредни практики
-	пролетни обичаи
-	трудови обичаи
5.	История на читалище „Осъм“ и група за автентичен фолклор с. Градище
6. Възможност за туристическо развитие на района
Село Градище се намира в централната част на Дунавската равнина, на изток от река Осъм. На 7 км от него е най-близкият град Левски, а на 13 км. е гр. Павликени. Селото се намира на жп линията София – Варна.
Село Градище е едно от най-старите села в околността. Според стара легенда в днешните територии на селото по време на римското владичество съществува римска крепост. И до днес личат нейните граници в руините около старата чешма.
За името на селото съществуват две версии. Според първата управителят на крепостта се наричал Градица.
Втората и по-достоверна е от старобългарската дума градиште – място, където е имало град, укрепено място. През 15 век е посочено като „село Кърадиште“, в 1618 г. – „село Гърадищте“ а през 19 в. – „Осма Градище“, т.е. „Градище на р. Осъм“, за разграничаване от с. Градище, Севлиевско, на р. Росица. Като Осма Градище е нанесено и на картата на Феликс Каниц, пропътувал Северна България през 1871 – 4 г. Според старите хора турските нашественици разрушили крепостта около1464 г. Следва мрачен и тежък за България период. По време на Османското владичество се наблюдава познатата за периода демографска лабилност с приливи и отливи на населението. Наблюдава се прогресивно съкращаване на българското население дори и в селища, населени изцяло с българи. Отбелязано в народната памет е и преселването на черкезки племена в района през 13 – 19 в. Те са напаст за местното население със своите грабежи и начин на живот, но постепенно се смесват с местното население.
В края на османското владичество хората от балкана започват да се преселват в плодородната Дунавска равнина. Един от първите заселници, чието име се помни, е дядо Иван Кабакчиев. Около 1778 година той идва от с. Козирог, Габровско. Когато пристига, в селото има само 40 български къщи, останалите (около 200) са турски. Също от Балкана, търсейки по-добри условия за живот идват и други заселници – от Габрово, Дряново, Морава и Сломер.
Село Градище е типично полско купно селище. Дворовете са просторни с отделни стопански постройки. До началото на века свободното място е заето предимно за целите на животновъдството. Зеленчукови градини се появяват едва по късно, а дотогава необходимите зеленчуци се закупуват от специален градинар. Дворовете са оградени от кирпичени дувари.
Семействата живеят задружно, като най-тежка дума има най-стария. Собствеността е обща.
Основният поминък на селото е животновъдство – отглеждали се кози, овце и др. турското население притежава земята. Българите работят ангария на турците. След Освобождението голяма част от турците се изселват и земите започват да се обработват от тамошните селяни.

## Носия
Макар и на територията на село Градище да са се преплели много култури и етноси, то е единно в етнографско отношение и носи типичните белези на полянците. Това е основано както на народните характеристики, така и на географското разположение на селището.
Село Градище се намира на етнографската граница в Северна България, но има в по-голяма степен характерните за Източната част елементи. Запазената от 19 век женска носия е двупрестилчена.
Ризата е тъкана, нашита в долния край, ръкавите и деколтето, наречена „шита пола“. Отпред са запасвали тъкани престилки. Задната престилка се нарича „пищимал“. Изработен е от дебел вълнен плат в черен, червен или зелен цвят, в зависимост от вкуса на жената. За тях жените избирали най-хубавата вълна. На краката се обували шарени вълнени чорапи и цървули.
Моминската украса за глава е „косичник“ с карактерните парички, мъниста и плитки.
В селото е познато характерно забраждане, наречено „на коте“. То е изработена от дърво дъга, украсена с много мъниста. Върху него се поставя бяла забрадка, краищата на която са наречени „уши“. Те са нашити с шевици. Забраждането се извършва по такъв начин, че пред лицето да се изкарат краищата на забрадката, ушите. Обикновено тази забрадка се носи от младите булки, по всяко време на годината.
В делничните дни се носи по-опростена и удобна за работа носия, жетварската носия. При нея забрадките са бели, наречени „тумбелки“. Отпред на челото има дантела, изплетена на една кука, за да придава по-голяма красота на жетварките. Ризите са бели, наплетени отдолу с голяма дантела. Над тях се слага „кичена фуста“ – направена от тънък ленен плат. Престилката е червена или синя (тъкана на бели райета). На краката има шарени чорапи и цървули.
В началото на 20 век носията претърпява промяна. Тази носия също се възприема от жените като автентична и те предпочитат да носят нея при празници и други поводи. Тя е двупрестилчена. В по-късния етап черната завеска се налага напълно. Пищималът в тази носия е тъкан, черен, обточен накрая с черно копринено кадифе (изработено от естестевна точена коприна). Предната престилка също е тъкана. Красивите рози, изтъкани на нея се наричат „иперата“. Ризата е от тъкано платно, като накрая е пришита дантела, изплетена на една кука. Върху ризата се облича и блуза. Тя е копринена, нашита с шевица по ръкавите, деколтето и яката.
Мъжката носия е чернодрешна. Тя е сравнително по-тясна и къса от подобните носии на планинците. Потурите са наречени „юнкури“. Ризата е сбогата бродерия около врата, деколтето и ръкавите. Слага се широк пояс. Друга характерна черта са навоите, които се слагат над цървулите.
Като цяло носията носи характерните черти на източните полянци – предимно чернодрешно и двупрестилчено облекло, сравнително по-леки материи и широки кройки, позволяващи свобода на движенията, съобразени с местния климат в типично полски условия.

## Фолклорна характеристика
Село Градище спада към Северняшката хореографска група. Танците тук се отличават със своя стил и характер. Широките мегдани, леката двупрестилчена носия, хващането за ръце и големият брой хора допринасят за по-голяма гъвкавост и живост на хората. Широтата на полето е предадена не само в по-широките движения, но и във волното люлеене на ръцете и многото подскоци. При някои от танците има и „натрисане“, изразено в трептене на трупа и раменете. Вихреността и динамиката са изразени в много северняшки танци – пайдушки, дайчови хора. Ръченицата също е много популярна, като се среща и във вариант на хоро. Хората се играят в кръг или полукръг, по-рядко са прави. Записани са някои хора, типични за селото:
„Мар момиченце, птиченце“ е пайдушко хоро. То е много весело, живо. Играе се с песен в кръг, като ръцете се люлеят напред-назад. Песента е следната:
„Мар момиченце, птиченце, лятно ми гургуличенце,
Ти като ходиш, кукуваш, от туй поле на онуй,
Я ми намери, намери, криво перо петльово
Да си заградя градинка, да си посея цветенце
Ален пембен карамфил и кичеста камшица
Мар момиченце, птиченце, лятно ми гургуличенце“
Друго популярно хоро е „Тилалин вика“:
Първата бавна част е придружена с песен, играе се само от жени, танцува се на сватби и пролетни празници. Половината пеят, другите припяват. В началото започват да танцуват няколко момичета, докато станат достатъчно за затворен кръг. Когато свърши песента, започва да се свири. Мелодията става по-интензивна и започва втората част на хорото:
„Тилалин вика из голяма града
-коя мома либе няма
нея бея да дадеме
от где го зачу Цанината мама
тя се виком провикнала
-Наша Цана либе няма
нея бея да дадеме
Цана мами тихом дума
_мълчи, мамо, онемяваш
с двете очи ослепяваш
аз си имам пет либета
пет либета баш ергени
баш ергени, градишчени“
Друго популярно хоро е „Черкезката“. Неговото име верочтно е свързано със заселването на черкезки племена в района през 13 – 19 век. С окончателното завладяване на Кавказ от Русия голям брой кавказки черкези мигрират в България и се заселват в различни градове и села, включително в района на село Градище.
Обичаи и обредни практики
Нашият народ е свикнал да пее, когато работи, за да надвие с песен умората си, за да направи труда си по-сладък, по-спорен. Песни звучат на жътва, сенокос, на копан и гроздобер. От ранна пролет са празнуват обичаите, свързани с бита на хората, бележещи началото на земеделската работа, до не нейния край в късна есен. После започват големите зимни празници. За селския стопанин зимата е време на отмора от тежкия физически труд на полето, време за празници, сватби и веселби. Само женският труд не свършва. През зимата жените предат, тъкат и шият.
Красиви и обичани са празниците в село Градище, с големи традиции, запазили своята автентичност и до днес: Коледуване, Сурваки, Ивановден, Йордановден, Бабинден, Трифонов ден, Сирни Заговезни, Лазаров ден, Цветница, Великден, Гергьовден, Петровден, Димитровден, Игнажден, Сватба, Пеперуда, Русалии, Жътва, Седянка – белянка, влачанка, трошанка. В настоящата работа ще бъдат разгледани три календарни празници и обичаи – Лазар, Цветница и Великден и два трудови обичая – Белянка и Влачанка.
Пролетните празници, типични за цялата българска етническа територия, тук не се отличват от характерния начин на празнуване. Лазаров ден се празнува в събота преди Великден. Пременени в празнични носии, накичени с пролетни цветя с кошнички в ръка, лазарките тръгват от къща на къща. В този обичай участват момичета от десет до 15 – 17 годишна възраст. Това е преломен момент, в който момичето става мома. Девойка, която не е лазарувала, няма право да се омъжва.
Когато ходят от къща на къща, лазарките си пеят:
„Ой Лазаре, Лазаре, що прибърза,
що прибърза, Лазаре да дойдеш.
Ризата ми, Лазаре, на гръсти
Чехлите ми, Лазаре, на чехлар
Колана ми, Лазаре на ковач
Ой, Лазаре, Лазаре що прибърза,
що прибърза, Лазаре да дойдеш“
Домакините постещат с радост лазарките, като ги даряват с кърпа на рамо, яйце в кошничката и нещо сладко, за да се роят пчелите в кошерите. Лазарките пеят песен за всеки и всичко в къщата.
За моми се пее следната песен:
„Тук ни казаха, Лазаре, мома хубава,
мома хубава, Лазаре, мома гиздава
я кажете, Лазаре, навън да излезе
да я питаме, Лазаре, годена ли е?
Ак’ не е годена, Лазаре, да я сгодиме,
Да я сгодиме, Лазаре, на Гергьовден“
За децата се пее следната песен:
„Заспало ми ѝ детенце/2/
Полюлява люлчица/2/
Майка му го будеше/2/
Стани, стани, детенце/2/
Да погледаш лазарки
Как хубаво играят
Жълти чехли потропват
Шити поли размятат“
И така през целия ден веселите и красиви лазарки обикалят селото, пеят и играят. На следващия ден – Цветница, те се събират отново заедно.
Цветница в с. Градище е известен повече като Връбница. Момите се събират заедно рано сутринта. Те правят венчета от осветени върбови клонки и ги пускат на реката. Девойката, чиито венец излезе първи, се нарича „кръстничка“. Две момичета правят столче от ръцете си и я носят до дома ѝ. Момите говеят пред нея една седмица, до Великден.
На Великден момите престават да говеят и с песни отиват на гости на кръстничката:
„Я напред /2/ кумичке
я назад/2/кръстничке.
Премети двори широки,
Постели черги шарени
Наготви гозби всякакви,
Че ти идат кумички,
Кумички още другарки.“
След като пристигнат, момите започват да подават своите подаръци: яйца и козунаци, специално приготвени за нея, като ѝ казват:“Христос возкресе, кръстничке!“, а тя им отговаря: „Во истина возкресе, кумичке!“ Кръстничката поканва своите гостенки да седнат, да си похапнат на богата трапеза – козунак, яйца, сушени плодове, пуканки. След гощавката отиват на мегдана, където ги чакат момците и до вечерта се вият кръшни хора.
Трудовите обичаи придружават придружават човека в неговата ежедневна дейност. Особен вид са обичаите, свързани с взаимопомощта. До началото на 20 век съществуват многолюдни и задружни семейства. Те са патриархални, почита се най-стария, бащата в семейството. Собствеността е обща и всички заедно обработват земята и извършват другите стопански дейности. С разпадането на големия род се утвърждават и формите на взаимопомощ от близки приятели и съседи. Правото да се извика на помощ кой да е от жителите на селото и дългът на всеки да откликне на такова повикване говорят за определена общност на членовете на селския колектив. Постепенно кръгът на лицата, които могат да бъдат повикани на помощ се стеснява, обхващайки роднините, съмахленците, най-близките съседи.
Влачанката е обичай, който се провежда през късна есен, когато хората са прибрали всичко от полето. Този обичай е характерен с това, че се събират само жени. Едно време хората измазвали пода на къщите си с говежди изпражнения, а черги се застилат, само когато се посрещат гости. Семейството, в чийто дом ще бъде влачанката, се приготвя за гостите, като постила черги, от скриновете се изваждат и шарени тъкани възглавнички за момите. Жените, които идват, си носят дараци за разчепкване на вълната. Като посрещне жените, стопанката дава своите нареждания за вълната – дали да я чепкат по-сбито или колко купчинки да правят – за кълчища, за навои и т.н. По-младите булки чепкат на ръка, а предоставят на по-старите да си помагат с дарака. Най-опитната от жените взима чепканата вълна и с помощта на най-големия дарак я прави на кадели, готови за хурка. По време на работа, за да е по-спорен трудът, жените си помагат с песен. За да не задремят по-старите, младите моми все пеят, сипят закачки или си казват клюки от селото. Най-големите песнопойки запяват бавната песен:
„Димо на Рада думаше:
-Радо ма любе, Падо ма,
виждаш ли, Радо, виждаш ли
там долу двете могили
как се чернеят, Радо, белеят
и мойто сърце тъй черней“
Тази влачанка е съпроводена с много смях, закачки и веселие. Най-голямата хумористка подхваща шеговита песен. Тя е под формата на речетатив:
„За како са сърдиш, либе,
за како са сърдиш?
Пък той ми дума:
-За азланца!
И аз пак:
Чи коя азланца ищиш, либе
Чи коя азланца ищиш?
Пък той ми дума:
-	С мораватъ средъ!“
Всички прихват да се смеят. След като си разменат някоя и друга дума, опдхващат любимата песен на стопанката:
„Златни са люлки люлеят
във Цариграда голяма,
че кой ми беше в люлките
Рада и Иван двамата.
Да даде Господ, дай Боже
Люлката да се прекъсне
Рада от люлка да падне
Ази при Иван да ида,
Че сме си лика прилика
Като два стръка иглика“
След като свършат всичката работа, стопанката ги похвалва, вълната се прибира. Тогава им се дава совера (почерпка), която най-често е от сушени плодове, мастакулки (курабийки от захарен маджун, добит от захарни метли), пуканки, пита, печена тиква и крушанца за пиене.
Белянката е обичай, който също се провежда късно есента. След като се обере царевицата и се изсипе в двора на стопанина, той се приготвя да посрещне гости. Те му помагат за по-бързото обелване на царевицата. Като пристигнат поканените гости, а те най-често са роднини и приятели, сядат на двора при царевицата. На тази седянка присъстват жени и мъже. За да им спори работата, те пеят:
„Ветрове веят, бури са носят,
момиче плаче, студено му ѝ.“
Всички пеят това, а някоя мома отвръща:
„Легнах при мама като във слама,
олеле, мамо, студено ми е.“
Друга от момите захваща:
„Легнах при леля цяла неделя,
олеле, лельо, студено ми е“
„Легнах при кака като при сврака,
олеле, како, студено ми е“
„Легнах при баба като при жаба,
олеле, бабо, пак ми ѝ студено“
Всички моми запяват с цялата си сила:
„легнах при либе, там се затоплих,
олеле, либе, горещо ми е!“
По време на беленето момите и момците се закачат. По-младите стават да играят хоро, а старите зашяват песента:
„Петлите пеят на разсъмване
пусни ма, либе, дома да си ида
Постой, почакай, Радке, любовничке
Тези са петли /2/ лъжовни“
„Менците дрънкат, моми за вода отиват
пусни ма, либе, дома да си ида
Постой, почакай, Радке, любовничке
тез са моми на чешма спали
Копрали дрънкат, орачи тръгват,
пусни ма, либе, дома да си ида
Постой, почакай, Радке, любовничке
тези са орачи на нива спали…“
След като стопанинът благослови работачите, стопанката поднася пита, кокошка, сладки, мастакулки и всички си отиват, пееки песента:
Ах, моят Иван на кяр ша иде,
На кяр ша иде, кяр ша кярува…“
И от двата описани трудови обичаи личи преходът от голяма задруга към по-малко семейство. Все още съществува родова солидарност и взаимоспомагателство. Подкрепата и помощта на роднините и съселяните се смята за почти задължителна и естествена. Така стопаните успяват да свършат навреме своята работа, а и така удоволствието от труда е по-голямо.
Читалище „Осъм“ с. Градище е основано през 1894 г. от Лазар Шишков, местен учител. Отначало читалището се помещава в една кръчма, собственост на Цоньо Пенев. По-късно се построява специална сграда. Първата пиеса, изнесена пред публика, е „Многострадална Геновева“. Вечерите на народно творчество в с. Градище са станали традиция. Не минава нито един народен празника без изяви на самодейците от читалище „Осъм“. През 1994 г. се честват 100 години от основаване на читалището и в програмата участват и гости като ансамбъл „Филип Кутев“ и Северняшкият ансамбъл – гр. Плевен.
През 1971 г. вследствие на държавна инициатива и местния ентусиазъм се създава група за изворен фолклор. Ръководител и основател на групата е Лиляна Живлова – дългогодишен читалищен деец, съхранител и ценител на автентичен фолклор. Като начало се свиква битова вечер, на която се вижда богатсвото на местния фолклор и таланти. В нея участват много самодейци – инструменталисти, певци и др. В групата участват предимно жени на възраст от 35 до 70 години. Още с годината на създаването си групата извоюва участие в Националния Събор за Автентичен фолклор Копривщица ’71. От целия Плевенски окръг са избрани 20 участника, като 12 от тях са градищчени. На събора те представят обичая „Годеж“. Това първо участие им донася златен медал за представяне на автентичен народен обичай. Оттогава участиет на групата става традиция. Изявите са различни – представяне на народни обичаи, индивидуални изпълнения, през всички тези години на изява на съборите в Копривщица градищчени са представили следните обичаи:
„Годеж“ – 1971 г.
„Бразая“ – 1976 г.
„Мър момиченце“, „Много ходих“ – песни 1981 г.
„Жътва“ – 1986 г.
Индивидуални изпълнения – 1991 г.
„Белянка“ – 1996 г.
Жътварски песни – 1998 г.
Там те печелят златен медал с песните’Мър момиченце“ и „Много ходих, мамо“. Оттогава са редовни участници и медалисти на всички копривщенски събори, както и на много други – Плевен – „Кайлъка“, „Дъбниците“, Велико Търново, Новачене, Червен бряг, много изяви на местни и общински празници, на окръжни прегледи. През 1986 г. БНТ прави филм на спечелилите села от Плевенски окръг в събора Копривщица. В този филм е и градищенската група, която взима първо място с обичая „Жътва“ и индивидуалните изпълнения на най-малката участничка Десислава Иванова и най-възрастната – осемдесетгодишната Стефана Атанасова. Групата за автентични песни има записи и в БНР, в архива за фолклорни предавания.
1995/1996 г. Групата за автентичен фолклор гостува на СМУ ”Филип Кутев“ гр. Котел и става музикален сътрудник на училището.
През 2001 г. фолклорната група чества 30 години от своето създаване с много гости, настоящи и бивши възпитаници, които благодарение на тази група са се ориентирали към народния фолклор: сестрите Людмила и Даниела Радкови, солистки в ДАНТП „Ф. Кутев“Стефан Радков, гъдулар, възпитаник на СМУ“П. Пипков“ гр. Плевен, Христо Христо Детелихов, кавалджия, възпитаник на СМУ“П. Пипков“ и много други. Дори и след 30 години все още продължават да се събират непознати песни, обичаи и танци.
В село Градище няма развита туристическа дейност, макар че има удобно географско положение. Ако се използва уникалният потенциал на фолклорното богатство, може да се разработи успешна програма за посрещане на чуждестранни туристи. Съществува международен интерес към нашия фолклор и в България идват групи туристи, които се учат на български песни и хора. А ако това обучение става в едно село, вместо в големите градове, очарованието и докосването и разбирането на истинските традиции ще е още по-голямо. Ако една такава идея се осъществи, и жените от групата за автентичен фолклор биха могли да бъдат чудесни учителки по българска култура и традиции. Те знаят всички тези обичаи не от учебници и зали, а от собствения си богат живот и този на дедите ни.
Фолклорният фестивал „Тараклъка пее и танцува“ се организира 2013 г. и събира все повече почитатели на българския фолклор и гости на село Градище.